# Haruka Suenaga
Haruka Suenaga (末永 遥 ,Suenaga Haruka) é uma atriz japonesa da agência JVC Entertainment.

## Vida pessoal
É casada com o lutador de artes marciais Hiroshi Izumi e anunciou a gravidez do primeiro filho do casal em 2017.

## Filmografia

### Televisão
- Majo Saiban - Rika Okudera (Fuji TV, 2009)
- Kurobe no Taiyo - Kyoko Takiyama (Fuji TV, 2009)
- Shibatora - Rika Machida (Fuji TV, 2008, ep1-4,7-8,11)
- LIFE - Midori Iwamoto (Fuji TV, 2007)
- Mei-bugyo! Ooka Echizen - (TV Asahi, 2005, ep2)
- Hagure Keiji Junjoha Final - (TV Asahi, 2005, ep3)
- Mukodono 2003 - Akira Ishihara (Fuji TV, 2003)
- Hyoten 2001 - Yoko Tsujiguchi (TV Asahi, 2001)
- Mukodono - (Fuji TV, 2000)
- Doku - (Fuji TV, 1996)
- Karin - (NHK, 1994)

### Filmes
- Yama no Anata - (2008)
- Jyuken Sentai Gekiranger vs. Boukenger - Sakura Nishibori (2008)
- GouGou Sentai Boukenger vs. Super Sentai - Sakura Nishibori(2007)
- GouGou Sentai Boukenger - The Movie: Saikou no Pureshasu - Sakura Nishibori(2006)
- Battle Royale II: Revenge - (2005)
- Hachigatsu no Kariyushi - (2003)
- Battle Royale II: Requiem - Haruka Kuze  (2003)
- KOKKURI - (1997)
- Nihon-ichi Mijikai "Haha" e no tegami - (1995)
- REX Kyoryu Monogatari - (1993)

### Tokusatsu
- Gogo Sentai Boukenger - Sakura Nishibori (TV Asahi, 2006)